# 巴哈馬無鰭海龍
巴哈馬無鰭海龍（学名：Penetopteryx nanus），為輻鰭魚綱棘背魚目海龍魚科的其中一種，分布於中西大西洋區的加勒比海西部海域，棲息深度5-20公尺，體長可達3.2公分，棲息在礁石區。
其种加词“nanus”意为“矮小的”。